# Gualala (Kalifornia)
Gualala – obszar niemunicypalny w hrabstwie Mendocino, w Kalifornii (Stany Zjednoczone), na wysokości 15 m. Znajduje się nad Oceanem Spokojnym, nad ujściem rzeki Gualala. Przez obszar wiedzie droga California State Route 1. Gualala w przeszłości było miejscem pozyskiwania drewna, obecnie stanowi ośrodek turystyczny. 
Nazwa Gualala pochodzi z języka Indian plemienia Pomo i oznacza miejsce uchodzenia strumienia do oceanu.

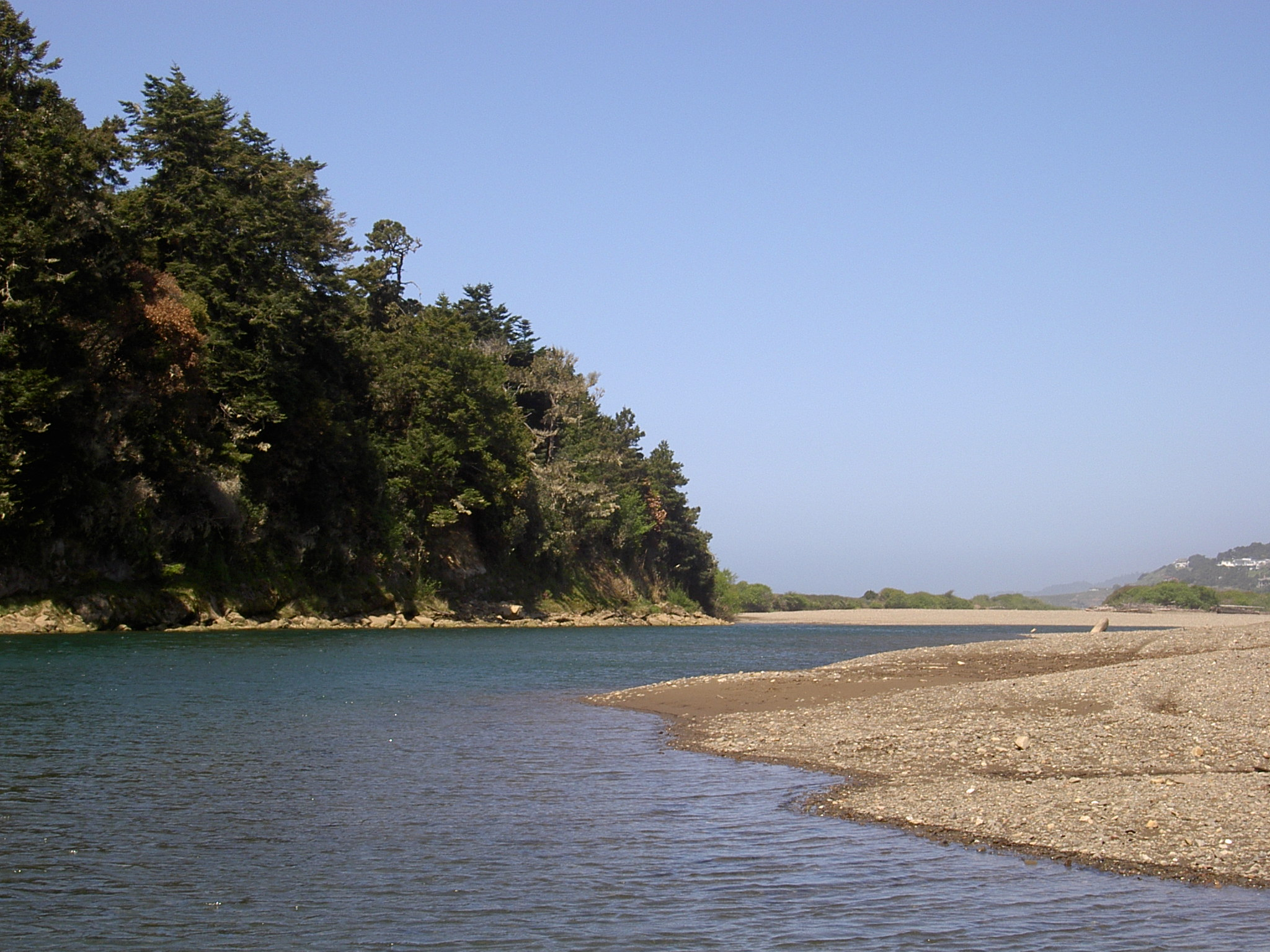
Rzeka Gualala w okolicy drogi California State Route 1